# Simone Antona
Simone Antona (Savona, 11 settembre 1984) è un ex pallanuotista italiano.

## Statistiche

### Presenze e reti nei club
Statistiche parziali aggiornate al 26 giugno 2011.
| Stagione        | Squadra         | Campionato      | Campionato | Campionato | Coppe nazionali | Coppe nazionali | Coppe nazionali | Coppe continentali | Coppe continentali | Coppe continentali | Totale | Totale |
| Stagione        | Squadra         | Comp            | Pres       | Reti       | Comp            | Pres            | Reti            | Comp               | Pres               | Reti               | Pres   | Reti   |
| --------------- | --------------- | --------------- | ---------- | ---------- | --------------- | --------------- | --------------- | ------------------ | ------------------ | ------------------ | ------ | ------ |
| 2003-04         | Savona          | A1              | ?          | ?          |                 | -               | -               |                    | -                  | -                  | ?      | ?      |
| 2004-05         | Savona          | A1              | ?          | ?          |                 | -               | -               |                    | -                  | -                  | ?      | ?      |
| 2005-06         | Savona          | A1              | ?          | ?          |                 | -               | -               |                    | -                  | -                  | ?      | ?      |
| 2006-07         | Imperia         | A2              | ?          | ?          |                 | -               | -               |                    | -                  | -                  | ?      | ?      |
| 2007-08         | Imperia         | A2              | ?          | ?          |                 | -               | -               |                    | -                  | -                  | ?      | ?      |
| 2008-09         | Imperia         | A2              | ?          | ?          |                 | -               | -               |                    | -                  | -                  | ?      | ?      |
| 2009-10         | Imperia         | A1              | ?          | ?          |                 | -               | -               |                    | -                  | -                  | ?      | ?      |
| Totale Imperia  | Totale Imperia  | Totale Imperia  | ?          | ?          |                 | -               | -               |                    | -                  | -                  | ?      | ?      |
| 2010-11         | Savona          | A1              | 29         | 0          | C.I.            | 3               | 0               | E.L. - C.L.        | 14                 | 0                  | 46     | 0      |
| Totale Savona   | Totale Savona   | Totale Savona   | ?          | ?          |                 | -               | -               |                    | -                  | -                  | ?      | ?      |
| Totale carriera | Totale carriera | Totale carriera | ?          | ?          |                 | -               | -               |                    | -                  | -                  | ?      | ?      |

## Palmarès

### Club
- Campionato italiano: 1

R.N. Savona: 2004-05
- Coppe LEN: 2

R.N. Savona: 2004-05, 2010-11